# 艺术广场 (圣彼得堡)

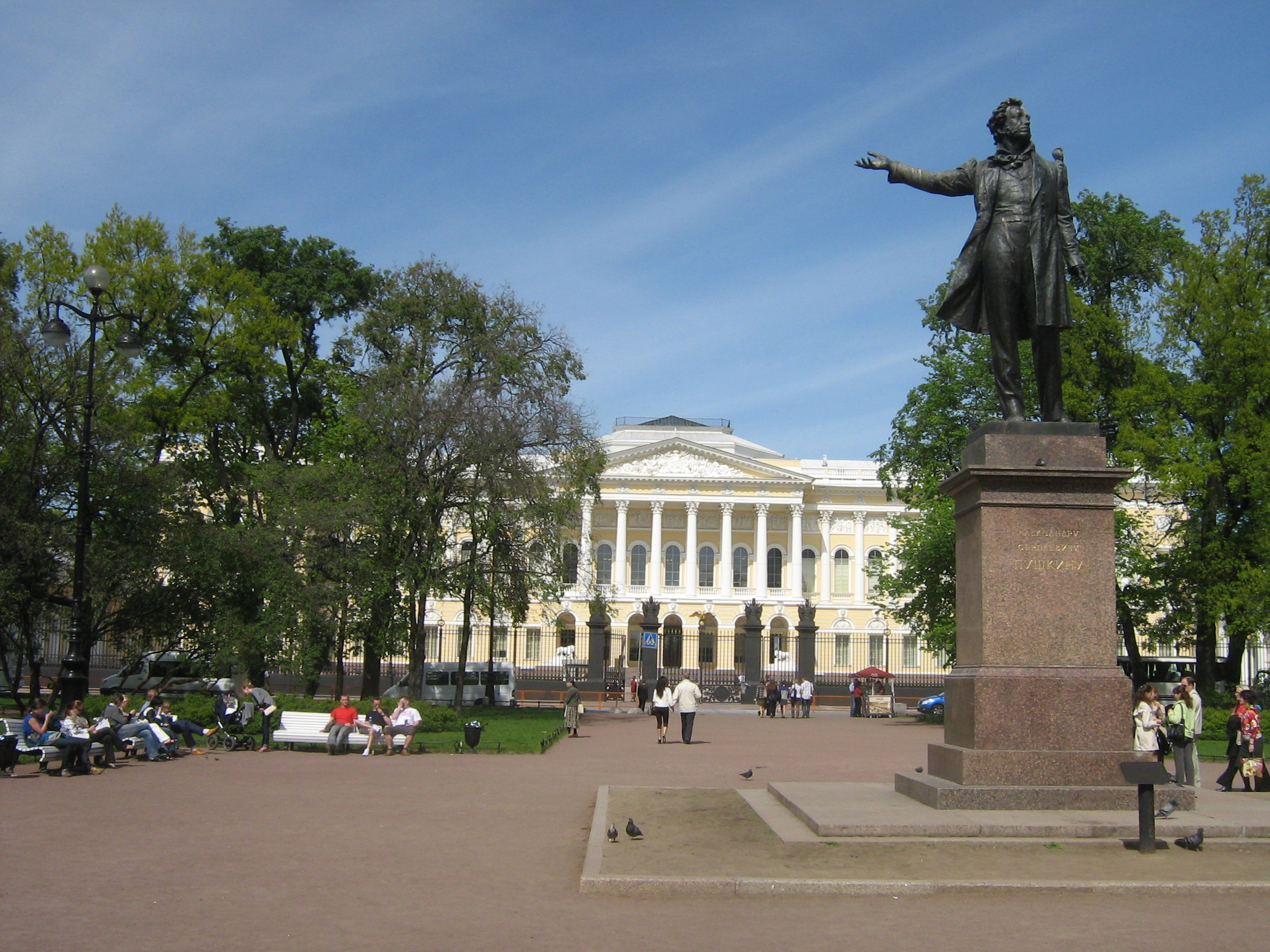
俄罗斯博物馆前的普希金雕像

艺术广场 (俄语：площадь Искусств, Ploshchad Iskusstv) 是俄罗斯圣彼得堡市中心的一个开放的公共广场。

## 历史
在建造广场之前，这片土地是女皇安娜·伊凡诺芙娜·罗曼诺娃的狩猎场。后来，意大利建筑师弗朗切斯科·巴尔托洛梅奥·拉斯特雷利（1700-1771 年）在此建造了一个花园迷宫。十九世纪初，意大利建筑师卡洛·罗西（1775-1849 年受委托开发战神广场与涅瓦大街之间的土地。俄罗斯博物馆的主楼米哈伊洛夫宫是广场上最突出的建筑。罗西还设计了广场，以及面向意大利街和米哈伊洛夫街的建筑物的立面。
他的工作由其他建筑师完成，有米哈伊洛夫斯基剧院、雅库特之家、圣彼得堡爱乐乐团，以及广场中心的米哈伊洛夫斯基广场花园。
从1834年至1918年，这个广场被称为“米哈伊洛夫广场” (俄语：Михайловская площадь)，从1923年至1952年，称为拉萨尔广场（俄语：площадь Лассаля），以斐迪南·拉萨尔命名。
1902年，米哈伊洛夫宫被改造成俄罗斯博物馆，其东楼成为俄罗斯民族志博物馆的艺术广场新址。
1939年8月，伊萨克·布罗德斯基死在艺术广场的公寓里，后来成为国家博物馆。

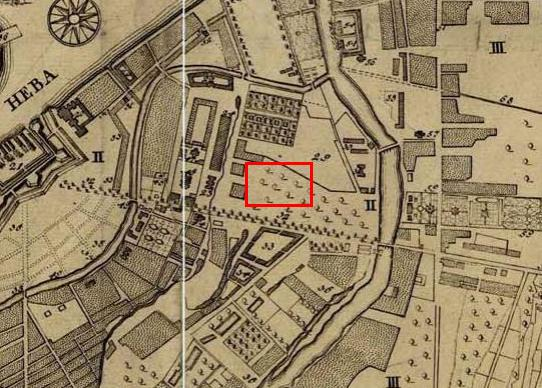
1737年地图上未来的艺术广场的位置
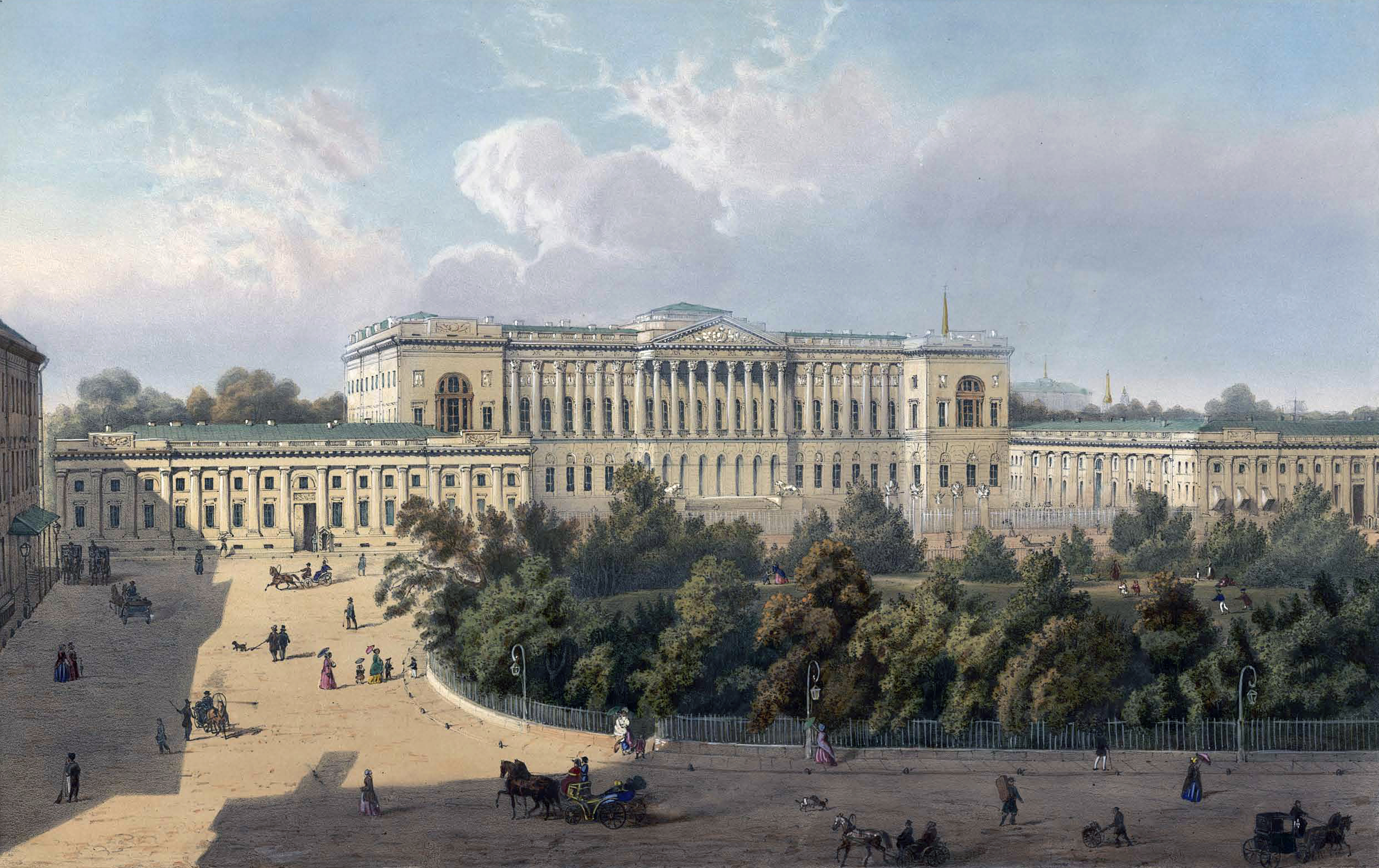
19世纪的米哈伊洛夫广场和米哈伊洛夫宫

## 建筑
艺术广场中央是米哈伊洛夫斯基广场花园，有一尊亚历山大·普希金雕像。广场周围有以下建筑物：
- 圣彼得堡爱乐乐团

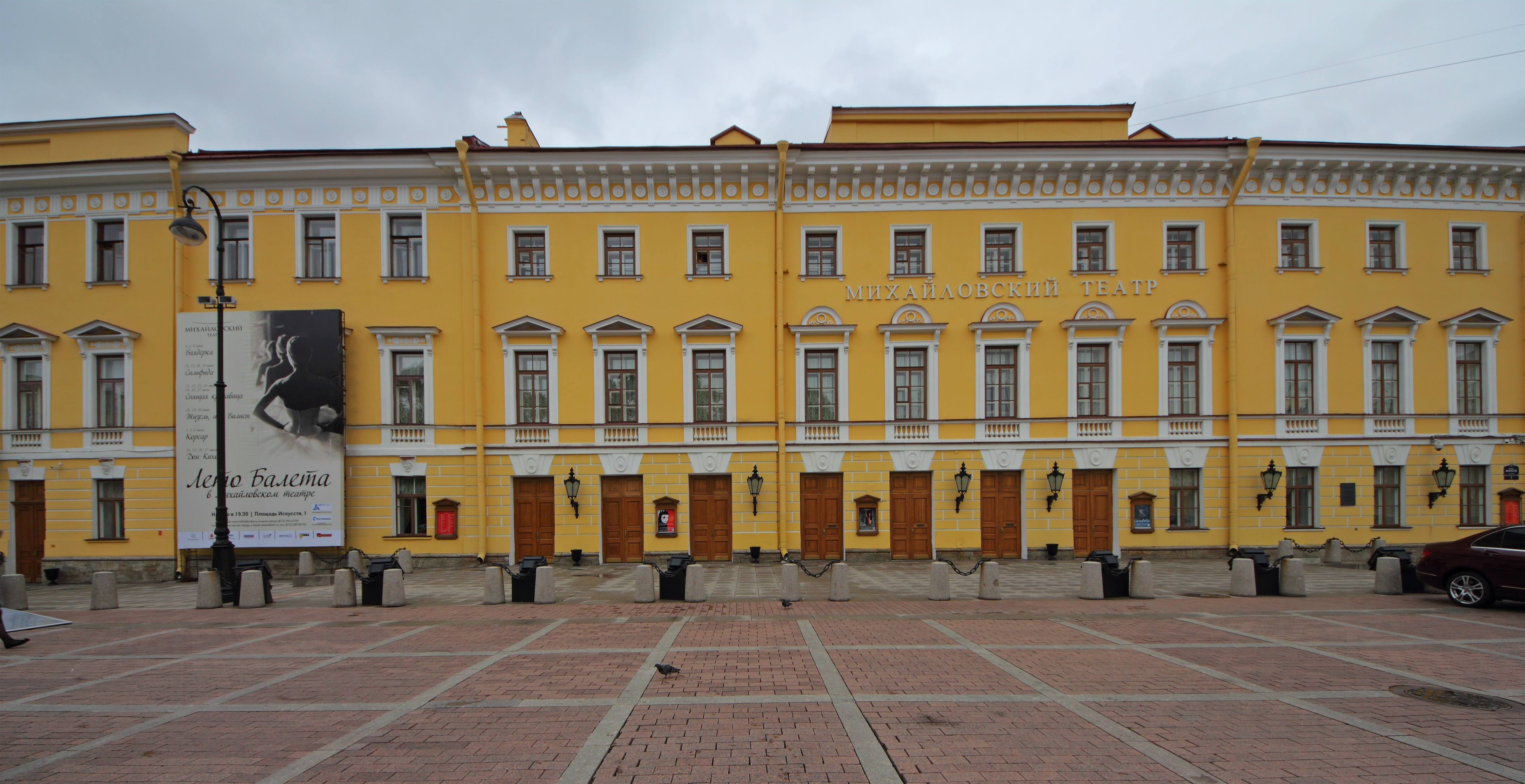
米哈伊洛夫斯基剧院
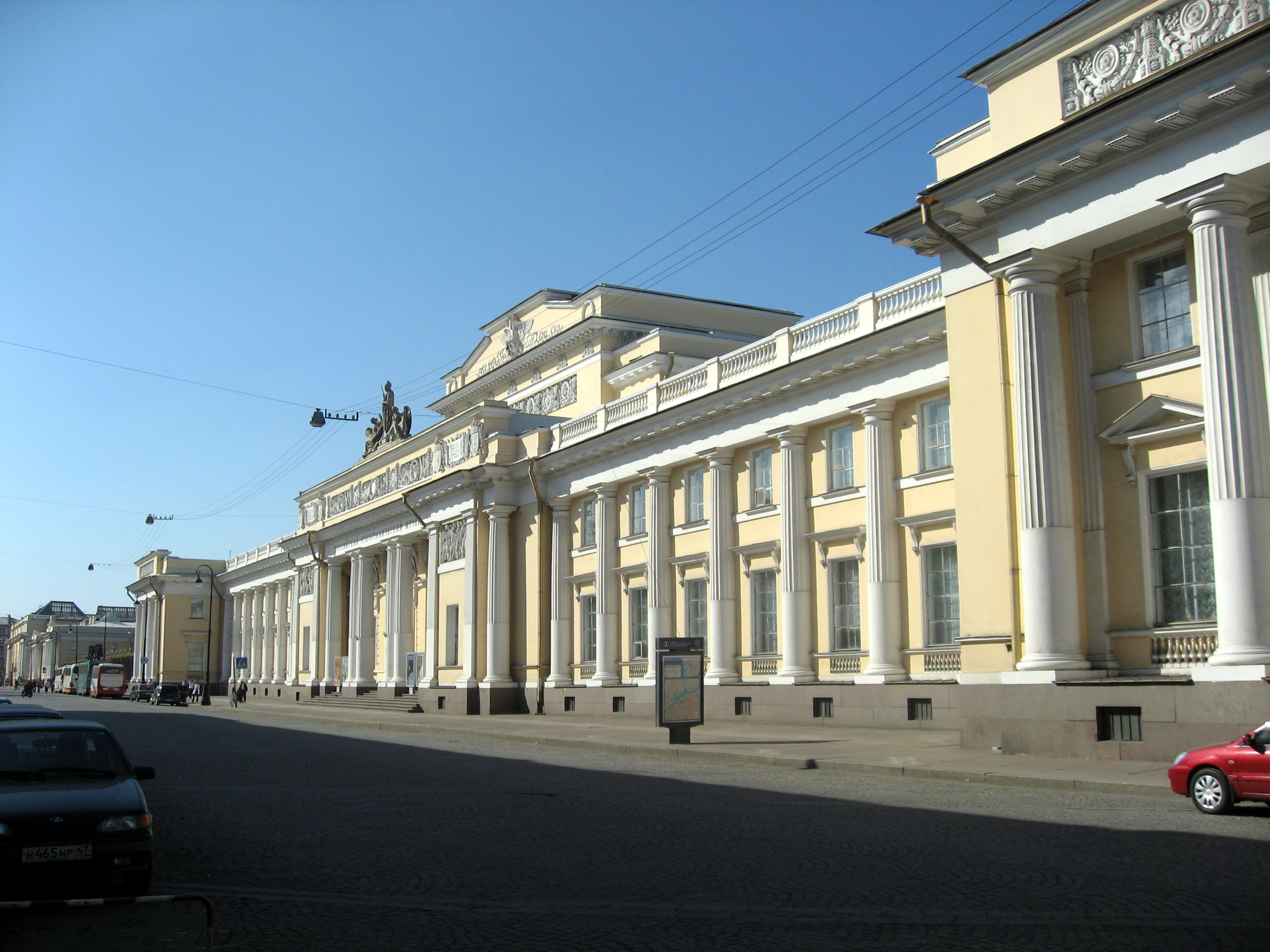
俄罗斯博物馆（世界上最大的俄罗斯艺术博物馆）
- 俄罗斯民族志博物馆
- 雅科大楼
- 库图佐夫大楼
- 维尔戈尔斯基大楼
- 拉扎列夫大楼
- 天主教圣加大肋纳圣殿（住宅楼）
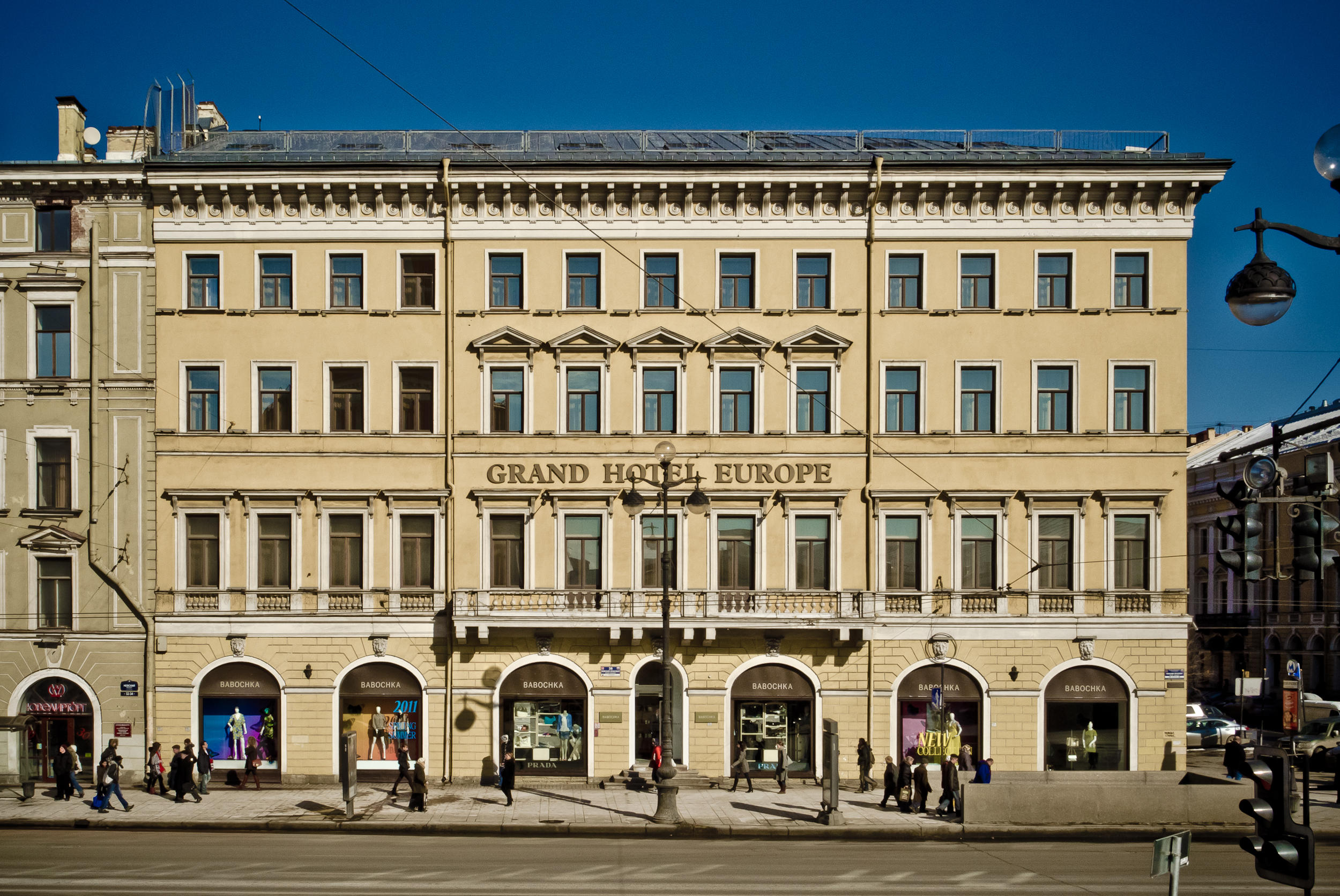
欧洲大酒店
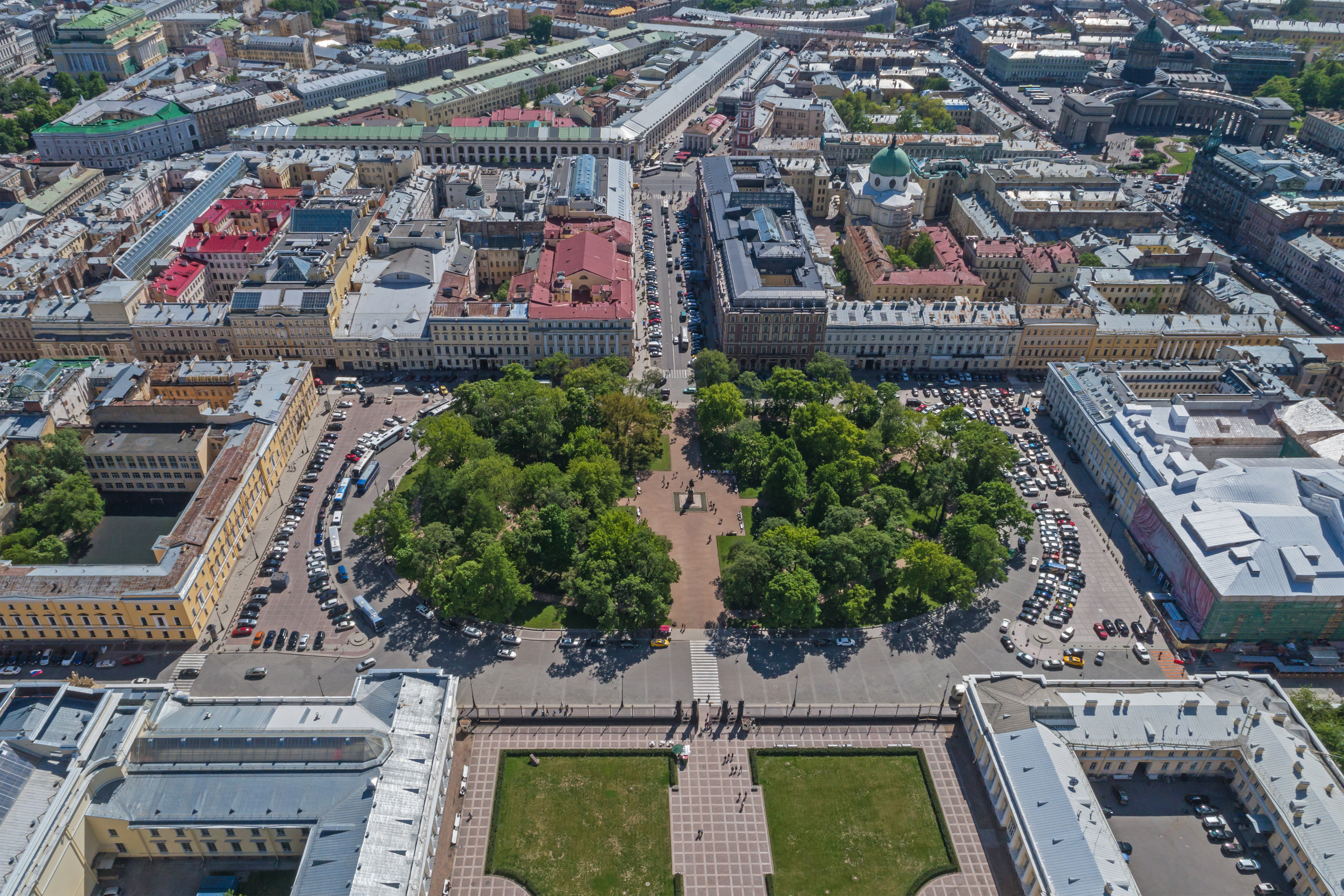
俯瞰艺术广场

- 米哈伊洛夫斯基剧院
- 俄罗斯博物馆和俄罗斯民族志博物馆的多立克柱廊
- 欧洲大酒店
- 俯瞰艺术广场

## 活动
每年，圣彼得堡爱乐乐团都会在圣彼得堡举办艺术广场国际艺术节。活动免费。